# صنافة
الصنافة (بالإنجليزية: Nomenclature)‏ هي نظام من الأسماء أو المصطلحات أو القواعد لتشكيل هذه المصطلحات في مجال معين من مجالات الفنون أو العلوم. تختلف مبادئ التسمية من الاصطلاحات غير الرسمية نسبيًا للكلام اليومي إلى المبادئ والقواعد والتوصيات المتفق عليها دوليًا والتي تحكم تشكيل واستخدام المصطلحات المتخصصة المستخدمة في التخصصات العلمية وأي تخصصات أخرى.
تسمية «الأشياء» جزء من الاتصال البشري العام باستخدام الكلمات واللغة: إنه جانب من جوانب التصنيف اليومي حيث يميز الناس بين أشياء من تجربتهم جنبًا إلى جنب مع أوجه التشابه والاختلاف بينهم ، والتي يحددها المراقبون ويسمونها ويصنفونها. يربط استخدام الأسماء، مثل العديد من الأنواع المختلفة من الأسماء المضمنة في لغات مختلفة، المصطلحات باللسانيات النظرية، في حين أن الطريقة التي يقوم بها البشر عقليًا ببناء العالم فيما يتعلق بمعاني الكلمات والتجربة تتعلق بفلسفة اللغة.
دراسة أسماء الأعلام، دراسة أسماء العلم وأصولها، وتشمل: علم الأسماء البشرية (المعنية بالأسماء البشرية ، بما في ذلك الأسماء الشخصية وأسماء العائلة وأسماء الشهرة) ؛ دراسة أسماء المكان (علم الأسماء الطبغرافية؛ علم أسماء الأماكن؛ علم أسماء البلدان؛ تَسْمِيَةٌ مَوضِعِيَّة)؛ وعلم أصول الكلمات (اشتقاق الأسماء وتاريخها واستخدامها) كما يتضح من خلال اللسانيات المقارنة واللسانيات الوصفية.
لقد ولّدت الحاجة العلمية لأنظمة بسيطة ومستقرة ومقبولة دوليًا لتسمية كائنات من العالم الطبيعي العديد من أنظمة التسميات الطبيعية الرسمية. من المحتمل أن أشهر هذه الأنظمة الطبيعية هي مدونات التسمية التي تحكم الأسماء العلمية اللاتينية للكائنات.